# Trichocylliba panamaensis
Trichocylliba panamaensis es una especie de arácnido del orden Mesostigmata de la familia Uropodidae.

## Distribución geográfica
Se encuentra en Ecuador y Costa Rica.